# Яковлев, Сергей Павлович (священнослужитель)
Серге́й Па́влович Я́ковлев (род. 1958) — потомственный священнослужитель, архиепископ Протестантской Церкви Украины, управляющий Донецкой Епархией, почетный доктор теологии, подполковник, уполномоченный представитель международного комитета по защите прав человека в Донецкой области, председатель правления Донецкого областного центра реабилитации «Восстановление», социальный психолог.

## Биография
Родился весной 1958 года на Украине, в небольшом городке Чистяково (ныне — Торез Донецкой области). Сергей был пятым из восьмерых детей в семье священника пятидесятнической церкви.

### Образование
- 1991 год — окончил Духовную семинарию «Слово Веры» в городе Вильнюс (Литва).
- 1993 год — окончил Московский технологический институт (ныне Государственная Академия сферы быта и услуг), специальность «Социальная психология».
- 2005 год — в Киеве получил почетную степень доктора теологии. Церемонию присвоения степеней магистрам теологии возглавил прибывший из Лос-Анджелеса президент Латиноамериканского теологического университета ректор Мануэль Тигерин.

### Деятельность
С 1976 по 1982 год отступил от служения Богу, но в стесненных обстоятельствах вернулся в лоно Церкви. Женился в 1985 году.
В 1998—2006 годах исполнял функции консультанта-помощника народных депутатов Украины, участвует в разработке проектов законодательных актов.
Лето 2005 года — нашумевшая акция общественного протеста «ОБРЫДЛО!», направленная на запрет несанкционированной продажи препаратов вызывающих наркотическую зависимость «Трамалгин» и «Трамадол».
Кроме того ведущий и участник просветительских и социальных телепрограмм на областных каналах, радиопрограмм. Составитель «Канона Протестантской Церкви Украины», автор книги «Твои первые шаги с Иисусом» (серия «Система взращивания»), инициатор создания «Положения о работе реабилитационных центров».